# Juliette Darcourt
Pour les articles homonymes, voir Darcourt.
Juliette Laurent dite Juliette Darcourt, née le 11 juin 1855 dans l'ancien 6e arrondissement de Paris, et morte le 4 juillet 1943 à Sartrouville, est une actrice et chanteuse française de la scène parisienne.

## Biographie
Fille de Jacques-Antoine Laurent, artiste-peintre et de Victorine Rousselle, modiste, Juliette Darcourt épouse en premières noces Léopold Barou le 8 février 1873 à Marseille. Devenue veuve en mai 1876, elle épouse en secondes noces Albert Brasseur, comédien et chanteur, le 19 septembre 1918 à Maisons-Laffitte,,.
Darcourt étudie la danse dès l'âge de 7 ans jusqu'à son mariage, puis débute sur scène en 1876. Elle est remarquée pour la première fois en 1878 dans une pièce nommée Coco lors de l'ouverture du Théâtre des Nouveautés de Jules Brasseur à Paris. Elle poursuit sa carrière artistique dans des opérettes, souvent à l'Opéra-Comique, dont Le Premier Baiser (1883), Vie Parisienne (1883), Le Château de Tire-Larigot (1884), La Nuit aux soufflets (1884), L'Oiseau bleu (1884), La Vie mondaine (1885), Le Petit Chaperon rouge (1885), L'Amour mouillé (1887), Le Puits qui parle (1888), Juanita (1891) et Le Commandant Laripète (1892).
En 1899, Darcourt joue dans les pièces de théâtre Le Faubourg et Les Amants Légitimes à Paris, puis dans Sylvie, ou La Curieuse d'Amour en 1900. Elle interprète un rôle dans la pièce de théâtre de Paul Hervieu, La Course du flambeau, présentée pour la première fois en 1901 au Théâtre du Vaudeville, puis joue en 1903 dans une production d'Alfred Capus L'Adversaire. Darcourt tient un rôle en 1924 lors de l'inauguration du Théâtre de l'Avenue, dans la pièce La Grande Duchesse et le Garçon d'étage d'Alfred Savoir, puis en 1925 au théâtre des Mathurins dans la pièce On demande un amant.   
Elle est remarquée aussi dans le milieu de la mode, des articles et photographies de ses robes sont publiés dans le monde entier.
Son mari Albert Brasseur meurt le 13 mai 1932 et elle assiste à ses obsèques le 16 mai, à Maisons-Laffitte. 
Elle meurt à Sartrouville le 4 juillet 1943 à l'âge de 88 ans.